# Lennart von Post
Ernst Jakob Lennart von Post (1884 –1951) va ser un botànic i geòleg suec. Va ser el primer en publicar anàlisis quantitatives de pol·len i és considerat un dels fundadors de la palinologia. Va ser professor a la Universitat d'Estocolm entre 1929 i1950.
Von Post estudià geologia a la Universitat d'Uppsala entre 1902 i 1907. A Uppsala A.G. Högbom va desenvolupar el concepte de cicle geoquímic del carboni i Rutger Sernander va desenvolupar la seqüència Blytt-Sernander del Plistocè. Von Post començà treballant amb Jakob Ljungqvist el 1902. La primera publicació de von Post va aparéixer el 1903 i descrivia la paret Littorina cosa que demostrava l'alçament isostàtic posterior a la transgressió marina postglacial a Suècia.
Von Post treballà pel Servei Geològic de Suècia durant 21 anys com especialista en torberes i va desenvolupar la tècnica d'usar grans de pol·len per a l'estatigrafia, va publicar l'any 1916 el primer diagrama modern de pol·len.

## Premis i reconeixements
- 1906 - Premi Linnaeus
- 1927 - Doctorat honorari a Stockholms Högskola
- 1939 - membre de la Reial Acadèmia Sueca de Ciències
- 1941 - Doctorat honorari: Universitat de Königsberg
- 1950 - Doctorat honorari: Universitat de Copenhagen